# Zaban (duc)
Pour les articles homonymes, voir Zaban.
Zaban (en latin Zabanus, en italien, Zabano) est un chef lombard de la seconde moitié du VIe siècle.

## Biographie
Chef militaire probablement païen ou arien, il participe vraisemblablement à l'invasion lombarde de l'Italie (568/569) organisée par le roi Alboïn avant de devenir entre 572 et 574 dux (duc) de la cité de Ticinum (Pavie), prise par les Lombards en 572.
Cherchant peut-être à bâtir son propre royaume ou voulant simplement faire du butin, par deux fois au moins, Zaban fait une incursion dans le sud-est de la Gaule, dévastant tout sur son passage avant d'être arrêté en Burgondie par le roi franc Gontran qui le repousse (574), le forçant à refranchir les Alpes.
Zaban rentre en Italie avant de revenir l'année suivante avec deux autres ducs nommés Amo et Rodan. Semant la terreur dans la région de Grenoble, Valence, Manosque, Embrun et Riez, Zaban et ses compères subissent cependant de sérieux revers face à un patrice énergique nommé Mummolus, probablement un gallo-romain au service des Francs. Le duc Amo perdra notamment la majorité de ses troupes, se retrouvant avec 500 guerriers à peine. Zaban et Rodan décident de rentrer en Italie, suivis de près par Amo (575).

## Sources
- Paul Diacre, Histoire des Lombards, Livre III.